# Steniodes mendica
Steniodes mendica is een vlinder uit de familie van de grasmotten (Crambidae), uit de onderfamilie van de Spilomelinae. De wetenschappelijke naam van deze soort is voor het eerst voorgesteld als Heringia mendica door Wilhelm von Hedemann in een publicatie uit 1894.
De soort komt voor in de Verenigde Staten,  Cuba, Jamaica, Puerto Rico, de Amerikaanse Maagdeneilanden en Grenada.